# Пардаугава
Па́рда́угава (латыш. Pārdaugava), или Задви́нье — общее наименование левобережья Даугавы (Западной Двины) в Риге.

## История

### До Великой Северной войны

Пардаугава в 1701 году.

С начала XIII века эта территория была включена в состав отдельного территориального образования под названием Рижский патримониальный округ. В то же время было достаточно затруднительно развивать инфраструктуру этих территорий, поскольку она сдерживалась городскими укреплениями, препятствовавшими продвижению врага к Риге с западной стороны — такими, как укрепление в районе Красной башни, получившее название Торенсберг (Торнякалнс), и шанец Коброна (Кобронсканстс), который был сооружён сразу после взятия Риги шведскими войсками в 1621 году. Также по причине существования городских укреплений не мог самостоятельно развиваться Митавский форштадт, главная составная часть Задвинья. Рижское левобережье часто страдало от весенних паводков; также предместье было существенно ограничено в сельскохозяйственной и строительной сферах.
Уже в период правления шведской администрации территории островов в русле Даугавы (Клюверсгольм (Кливерсала), Люцаусгольм (Луцавсала), Мук(к)енгольм (Мукусала) интенсивно использовались для хранения и складирования лесозаготовочных материалов. Более густонаселёнными были остров Фридриха, а также остров Биекенсала, который (как и Мукусала) в настоящий момент является неотделимой континентальной частью левобережья Риги. Также более высокая плотность населения характеризовала три небольших поселения левобережья, которые спонтанно возникли в средневековый период на заключительных этапах Митавского, Усть-Двинского и Бауского торговых транспортировочных путей. Несколько позднее из этих поселений были образованы микрорайоны Агенскалнс (Гагенсберг; Митавский путь), Ильгюциемс (Ильгецем; Усть-Двинский путь) и упоминавшийся уже Торнякалнс (Торенсберг; Бауский путь).
Население территории рижского Задвинья было сравнительно однообразным: большинство составляли латышские крестьяне, в основном из бобылей, а также батраки, которых нанимали на работу остзейские землевладельцы, обладавшие участками в Рижском патримониальном округе. Часть населения была занята на вспомогательных работах в ремесленных и торговых цехах, не имея статуса полноправного коммерсанта или мастера; также проживало много подёнщиков, рыбаков и перевозчиков-лодочников и лоцманов. Латышские школы на территории Пардаугавы начали действовать в связи с упрочением просветительской политики шведских муниципальных чиновников во второй половине XVII века, в частности, губернатор Шведской Ливонии Клас Окесон Тотт уделил много внимания распространению народного образования в колониях шведского королевства.

### XVIII—XIX века
Негативное воздействие на общее развитие инфраструктуры районов Задвинья оказал более чем десятилетний начальный период второй Северной войны, в ходе которого Пётр Первый претворял в жизнь завоевательные устремления по присоединению Остзе́йских прови́нций к России. После Великого мора 1709—1711 годов, проникшего в стан осаждавших и свирепствовавшего по всей Лифляндии, территория левобережья фактически обезлюдела. Только во второй половине XVIII века через Задвинье прошёл новый путь в сторону курляндского центра Митавы (современная Елгава). Тогда же на левобережье Западной Двины с территорий Ластадии и Внутреннего города-крепости были перенесены товарные складские комплексы. В этот период, благодаря регулярному извлечению коммерческой выгоды из товарных хранилищ и торгового пути, район вновь начал расцветать: были открыты в большом количестве постоялые и гостиные дворы, корчмы, владельцы которых стали ощутимо богатеть.
Именно в этот период в Задвинье были построены первые лесопильни и предприятия по обработке леса — на острове Мукусала, Большой Кливерсале и Луцавсале. Также крупная технически перспективная лесопильня была основана в Подрагсе. В Зундсе в этот же период появилась горшечная мануфактура, одна из первых в регионе; а в Зассенгофе (современный рижский микрорайон Засулаукс) и Нордеки были построены бумажные мельницы. В Задвинье также к концу восемнадцатого столетия появились две табачные мануфактуры.
На рубеже веков район Задвинья постепенно превращается в излюбленное место летнего дачного отдыха более-менее зажиточных рижан; в их привычку входят регулярные загородные поездки в спокойный район левобережья. В 1780-е годы центральный участок Задвинья начинает интенсивно застраиваться, через короткое время этот участок территории с богатой застройкой начинает именоваться Митавским форштадтом (два других предместья — Московское и Петербургское, располагаются на правом берегу Западной Двины). Впервые официальные административные границы Митавского форштадта были установлены в 1786 году, затем они дважды расширялись — в 1899 году, в период правления градоначальника Людвига Керковиуса, а также в 1904 году, когда мэром Риги был Джордж (Георгий Иванович) Армитстед. В период Отечественной войны 1812 года по приказу лифляндского генерал-губернатора Ивана Николаевича Эссена предместье было сожжено. Вскоре в период полномочий нового генерал-губернатора маркиза Филиппа Паулуччи предместье было восстановлено.
На момент 1869 года в предместье и на территории всего рижского Задвинья насчитывалось 29 промышленных предприятий, на которых в общей сложности было занято 1548 рабочих. Уже в 1830—1840-е годы на островах Большая Кливерсала и Мукусала заработали судоверфи. В 1853 году по многочисленным просьбам жителей города было открыто регулярное пароходное сообщение с Внутренним городом-крепостью. С 1871 года начал работу Железнодорожный мост, а в 1896 году был воздвигнут первый по счёту Понтонный мост вместо смытого водой в ходе половодья Наплавного. В 1903 году на территорию Задвинья с правого берега начал курсировать первый электрический трамвай. Ещё раньше, в 1880 году, было открыто конно-омнибусное сообщение от Наплавного моста до районов Торенсберг — Кипенгольм — Ильгецем, а конечная остановка транспорта была у цементного завода в Подрагсе.
В ходе Рижского бунта, начавшегося 12 мая 1899 года, в массовых шествиях и манифестациях участвовало около 22 предприятий, на которых было занято 6000 рабочих. В этом же году в связи с политической обстановкой был создан Задвинский (Пардаугавский) район Рижской социал-демократической организации. Позже рижское Задвинье часто становилось местом проведения многочисленных манифестационных мероприятий и акций протеста: одна из наиболее громких состоялась 12 января 1905 года (она получила обозначение всеобщей стачки протеста и насчитывала более 20 000 участников).

### XX век
Впервые проекты плановой застройки районов рижского левобережья были составлены и одобрены рижскими административными органами правления в 1880 и 1910 годах; однако эти проекты по застройке остались нереализованными. Следующий комплексный проект изменения планировки Задвинья был принят в 1937 году, его разрабатывал латышский архитектор Арнольд Ламзе, выпускник Рижского Политехнического института. С 1919 года Ламзе занимался педагогической деятельностью в Латвийском университете, а с 1923 по 1934 года он занимал пост председателя и главного проектировщика в Рижском бюро новостроек. Его Генеральный план по реконструкции Риги был окончательно принят в 1947 году. Основные территориальные резервы города сохранились на территории рижского левобережья после Великой Отечественной войны, поэтому основной акцент в проекте реконструкции и обновления Риги был сделан на Задвинье.

## Достопримечательности
В настоящий момент основными достопримечательностями Пардаугавы являются:
- Парк Победы — прежний рижский Петровский парк, основанный в 1909—1910 годах и открытый в присутствии Николая Второго; в последующие десятилетия велось дальнейшее усовершенствование и благоустройство парка.
- Парк «Аркадия», один из старейших парков левобережья, в котором с 1852 года в оранжереях и теплицах выращивались экзотические пальмы.
- Парк «Дзегужкалнс», спроектированный Куфальдтом и переоборудованный Зейдаксом.
- Агенскалнский рынок — основан в 1898 году для обеспечения продовольствием жителей левобережья; само краснокирпичное здание в эклектичных традициях было сооружено в 1911 году по проекту главного архитектора Риги Рейнгольда Шмелинга.
- Деревянные дома на улице Калнциема, многие из которых являются памятниками республиканского значения; в то же время ряд эксклюзивных зданий в настоящее время испытывают острую нужду в реставрационном вмешательстве.
- Судрабкалныньш — памятное место в Иманте, где в ноябре 1919 года войско под командованием Бермондта-Авалова потерпело окончательное поражение в борьбе с Латвийскими вооружёнными силами. Авторами мемориального комплекса являются скульптор Карлис Зале и архитектор Эрнест Шталбергс.
- Ботанический сад Латвийского университета — основан в 1922 году, в нём представлено около 8600 таксонов.
- Церковь Святой Троицы — построена в 1892—1895 годах, над строительством церкви работали епархиальный архитектор А. Эдельсон, инженер Б. М. Эппингер и рижский купец второй гильдии Н. Воост.